# MAD TV (Grèce)
MAD TV est une chaîne de télévision privée grecque. Elle est fondée le 6 juin 1996. Sa programmation est axée sur la musique et le monde musical. Depuis 2006, elle a une version en langue bulgare pour la Bulgarie.